# Teddy Picker
"Teddy Picker" is de derde single van het album Favourite Worst Nightmare van de Arctic Monkeys. Het werd op 3 december 2007 uitgegeven. Het behaalde tot op heden de 47e positie in de  Nederlandse Mega Top 50.
Het nummer gaat over de vele beroemdheden die de laatste paar jaren zijn voortgekomen uit bijvoorbeeld realitysoaps. Het gaat over de drang die er tegenwoordig lijkt te bestaan om bekend te worden, zelfs zonder speciale kwaliteiten. In het nummer wordt de vergelijking getrokken tussen personen met zo'n drang tot bekendheid en het kermisspel 'teddy picker'. A game of teddy picker is Engels straattaal voor het met een robotarm grijpen van kleinigheden zoals knuffels (teddyberen), een soort attractie die veel op kermissen te zien is. Teddy Picker is symbolisch voor het onderwerp omdat ook het beroemd worden geheel willekeurig lijkt te zijn, iedereen kan gegrepen worden door de robotarm.
Het nummer bevat bovendien twee verwijzingen naar andere liedteksten. De eerste is: "I don't want your prayers, save it for the morning after", waarmee de Arctic Monkeys zich afzetten tegen het nummer Save a Prayer van Duran Duran (een eerdere distantiëring van een Duran Duran nummer, namelijk het nummer Rio, is overigens ook terug te vinden in I bet you look good on the dancefloor). De tweede verwijzing zit in de laatste drie regels: "Assuming that all things are equal, who'd want to be a man of the people, when there is people like you", wat een verwijzing is naar the Manic Streat Preachers.

## Tracklist
- cd, 10"

1. "Teddy Picker" - 2:43
2. "Bad Woman" (Richard Hawley als zanger)
3. "The Death Ramps"
4. "Nettles"

- 7"

1. "Teddy Picker" - 2:43
2. "Bad Woman" (Richard Hawley als zanger)